# Lipographis
Lipographis is een geslacht van vlinders van de familie snuitmotten (Pyralidae), uit de onderfamilie Phycitinae.

## Soorten
- L. fenestrella Packard, 1874
- L. leoninella Packard, 1874
- L. subosseella Hulst, 1892
- L. umbrella Dyar, 1908